# Krankzinnigheid

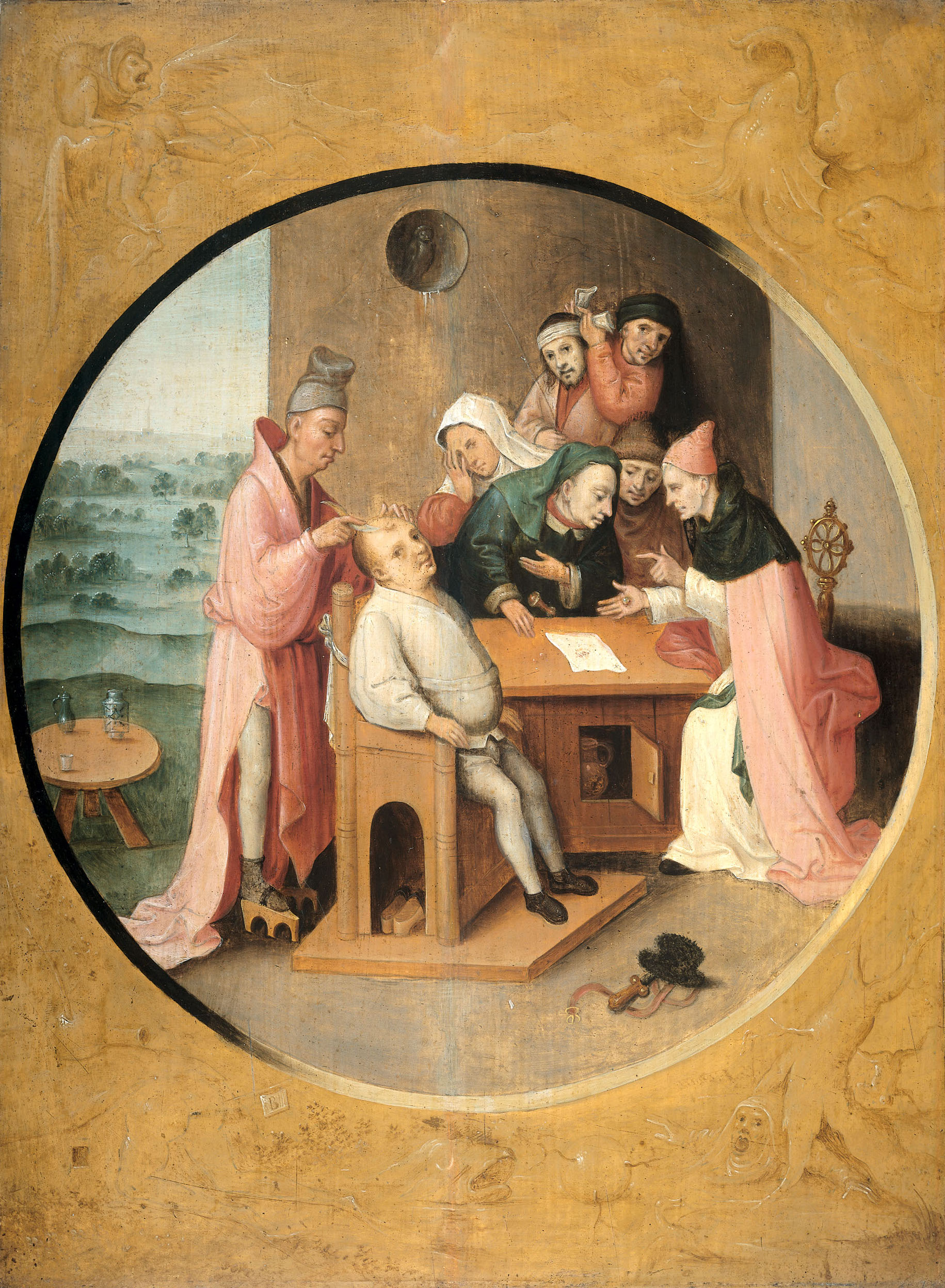
Anoniem (vrij naar Jheronimus Bosch). De keisnijding. 2e helft 16e eeuw. 's-Hertogenbosch, Noordbrabants Museum.

Krankzinnigheid is een oude geneeskundige term. Men gebruikte deze term voor vrijwel alle mensen met een verstandelijke handicap of een psychiatrisch ziektebeeld die zich sterk afwijkend gedroegen. De letterlijke betekenis van het woord is iemand van wie de zinnen (de geest, het verstand) krank (ziek) zijn.

## Geschiedenis
Voor krankzinnigheid ziet men in de middeleeuwen drie oorzaken:
1. Men kon bezeten zijn door de duivel of een boze geest. De gangbare remedie was het exorcisme
2. Een lichamelijke oorzaak, bijvoorbeeld door een verkeerde balans van de lichaamssappen.
3. Een geestelijke oorzaak, zoals angst, verdriet of te hard werken.

De middeleeuwse artsen onderscheidden ook een aantal soorten van krankzinnigheid, zoals frenesis (met als kenmerken wartaal en hoge koorts), insania (met als kenmerken manie of melancholie), epilepsie (ook aangeduid als maanziekte) en hysterie. Een aantal behandelmethoden stond dan ter beschikking: De arts kon aderlaten of de patiënt laten purgeren (de darm leeg maken) of laten zweten. Hij kon ook onderdompeling, drankjes of zalfjes voorschrijven. Een bijzondere behandeling was schedeltrepanatie of het keisnijden. Een kwakzalver maakte dan een snee in het hoofd en haalde daar een kei uit (die hij in zijn hand verborgen hield). Hiervan zijn vele schilderijen overgeleverd, meestal getiteld 'het snijden van de kei'. Verder kon de arts rust, muziek of lichamelijke arbeid voorschrijven.
Krankzinnigen werden soms opgenomen in een sociale gemeenschap. Zij werden dan vaak gezien als een soort dorpsgek. Was een krankzinnige ongewenst of qua gedrag niet te hanteren, dan kon hij of zij worden opgenomen in een krankzinnigengesticht. Daarnaast werden krankzinnigen ook wel door familie verborgen voor de samenleving, soms zelfs vermoord.
Naarmate men met de opkomst van de moderne psychiatrie (begin 20e eeuw) onderscheid ging maken tussen de verschillende ziektebeelden, raakte de term 'krankzinnig' in onbruik. Zoals met zoveel aanvankelijk technische termen uit de psychiatrie, veranderde de aanduiding 'krankzinnige' mettertijd in een scheldwoord, een synoniem voor gek.

## Krankzinnigheid als juridisch term
De term krankzinnig werd tot in de 20e eeuw in Nederland gebruikt als juridische term; pas na een krankzinnigheidsverklaring door een arts kon een patiënt onder curatele gesteld worden. De term wordt tegenwoordig niet meer in juridische zin gebruikt en geldt als verouderd.

## Lijst van historische personen met krankzinnigheid of een ernstige geestesstoornis
In dit lijstje worden enkel namen van personen opgenomen wier krankzinnigheid of geestesstoornis historisch of wetenschappelijk gesuggereerd of bewezen is. Van vele koningen en keizers uit de geschiedenis is bekend dat de geestelijke toestand van hun nakomelingen er vaak op achteruit ging omdat er sprake was van inteelt. Tijdens de 20ste eeuw kregen sommige mensen geestesstoornissen vanwege overmatig druggebruik of een of andere ziekte. In de meeste gevallen manifesteerde deze "krankzinnigheid" zich bij de onderstaande personen pas op latere leeftijd. Mensen die louter vanwege hun excentriciteit "gek" worden genoemd, zoals Salvador Dalí of Lee "Scratch" Perry worden hier niet opgenomen.
- Gerrit Achterberg
- Syd Barrett
- Casparus Barlaeus
- Caligula
- Charlotte van België
- Richard Trenton Chase
- Commodus
- Richard Dadd
- Philip K. Dick
- Georges Feydeau
- George III van het Verenigd Koninkrijk
- Hendrik III Julius van Bourbon-Condé
- Hendrik VI van Engeland
- Howard Hughes
- Ibrahim I
- Johanna de Waanzinnige
- Johanna van Bourbon
- Henri Jonas
- Iwan de Verschrikkelijke
- Justinus II
- Daniel Johnston
- Karel II van Spanje
- Karel VI van Frankrijk
- Ludwig II van Beieren
- Edwin Landseer
- Charles Manson
- Franz Xaver Messerschmidt
- Mustafa I
- Otto I van Beieren
- Nero
- Friedrich Nietzsche
- Peter I van Bourbon
- Vincent van Gogh
- Theodoor van Ryswyck
- Willem V van Holland
- Brian Wilson
- Yozei